# Sa Sorda
Sa Sorda és una possessió o llogarret al sud-oest del terme municipal de Campos, (Mallorca), a la riba del torrent de Son Catlar, entre Son Pere Jaia, Son Noguera, Son Perot i el molí d'en Coll. El 1244 era anomenada alqueria Benidorama, nom de l'antiga alqueria musulmana que en el Llibre del Repartiment de Mallorca figura d'una extensió de cinc jovades, i pertanyia a Guillem Mas. Tenia cases, sínia i hort i era dedicada al conreu de cereals, lleguminoses i hortalisses. El 1681 pertanyia a l'honor Jaume Mas i se n'havien renovat les cases, que tenien un pou amb forques i una mà de ferro. Era dedicada a vinya, conreu de cereals i ramaderia. Segons el cens de 2006 consta de 19 habitants.